# Evangelische Kirche (Fellerdilln)

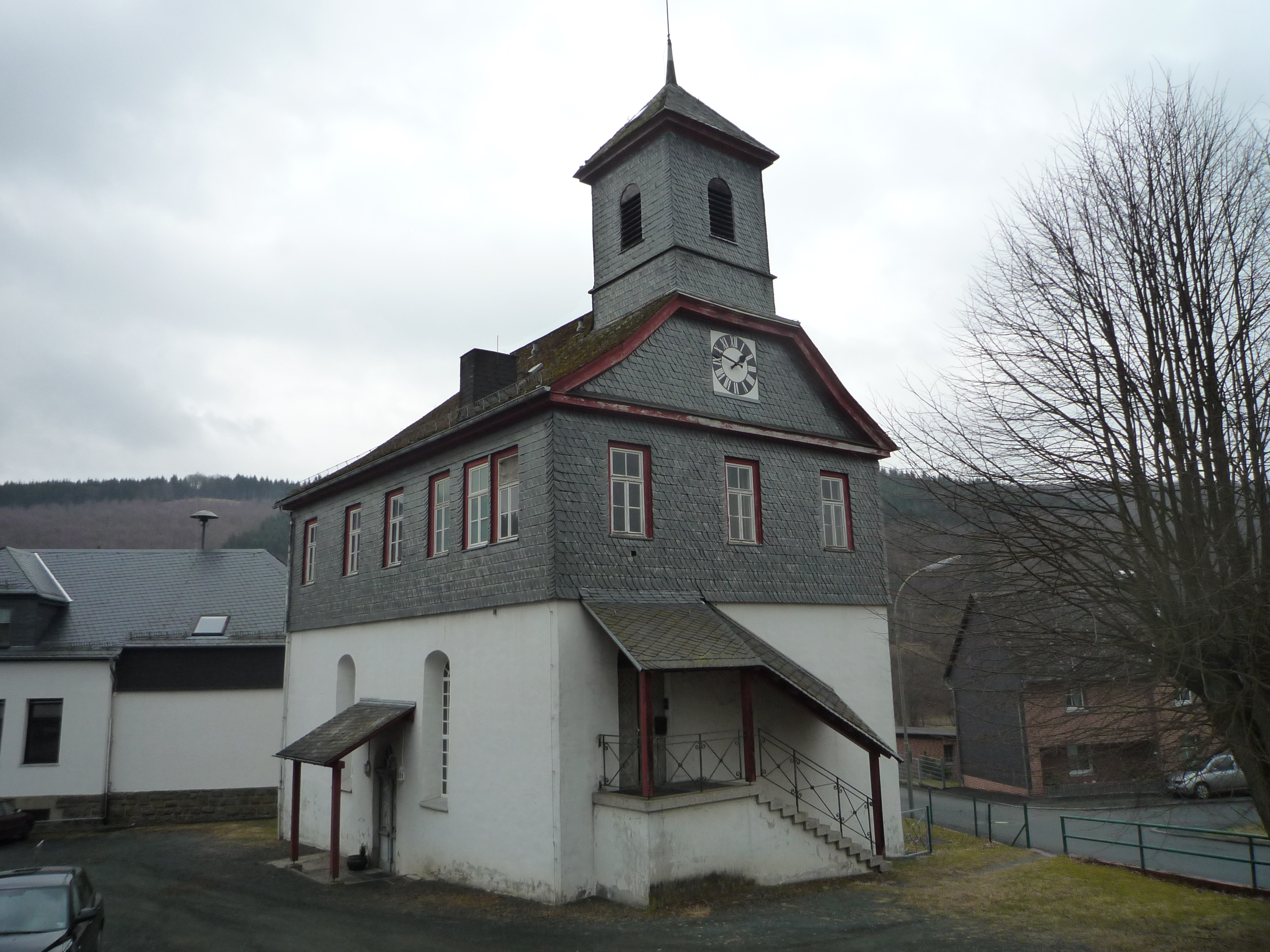
Evangelische Kirche

Die Evangelische Kirche Fellerdilln ist ein denkmalgeschütztes Kirchengebäude, das in Fellerdilln steht, einem Ortsteil der Gemeinde Haiger im Lahn-Dill-Kreis (Hessen). Die Kirche gehört zur Kirchengemeinde Dillbrecht im Dekanat an der Dill in der Propstei Nord-Nassau der Evangelischen Kirche in Hessen und Nassau.

## Geschichte
Die erste Kirche wurde 1561 errichtet. 1732 wurde die alte Holzkirche niedergerissen und an derselben Stelle eine massive Kirche gebaut. Am 23. Juni 1827 brannten im Ort viele Gebäude nieder, auch die Kirche war betroffen, wurde aber wieder aufgebaut. Das wieder aufgebaute Gebäude gehörte halb der Gemeinde, halb der Kirchengemeinde. Das Erdgeschoss diente als Kirche. Im Obergeschoss war zunächst die Schule untergebracht, später dann das Rathaus. Erst 1973 wurde dieser Zustand aufgehoben und das Gebäude ist im alleinigen Eigentum der Kirchengemeinde.

## Beschreibung
Das Erdgeschoss ist aus Bruchsteinen errichtet, das darüberliegende Geschoss aus verschiefertem Holzfachwerk. Aus dem Satteldach des Kirchenschiffs erhebt sich im Westen ein quadratischer Dachreiter, der mit einem Pyramidendach bedeckt ist. In seinem Glockenstuhl, der sich hinter den Klangarkaden befindet, hängen zwei Kirchenglocken. Im Giebel unterhalb des Dachreiters ist das Zifferblatt der Turmuhr angebracht. Im Innenraum unterstützen zwei freistehende Säulen die beiden Unterzüge der Decke. Die dreiseitigen Emporen ruhen auf vier hölzernen dorischen Säulen, wobei das westliche Säulenpaar über der Empore weitergeführt wird und ebenfalls die Unterzüge unterstützt. Die Kanzel liegt erhöht über dem Altar vor der Ostwand, der Schalldeckel stammt noch aus dem 18. Jahrhundert.